# Шестиснопы
Шестисно́пы или Шести́снопы (бел. Шасцiсно́пы, Шасцiснапы) — деревня в Червенском районе Минской области Белоруссии. Входит в состав Смиловичского сельсовета.

## Географическое положение
Находится примерно в 28 километрах к западу от райцентра, в 35 км от Минска, в 21 км от железнодорожной станции Руденск линии Минск-Осиповичи к востоку от автодороги Смиловичи—Руденск.

## История
Населённый пункт известен с XVIII века. На 1800 год деревня, принадлежавшая судье С. Монюшко и входившая в состав Игуменского уезда Минской губернии, здесь было 11 дворов и 78 жителей. В середине XIX века относилась к имению Смиловичи. На 1848 год насчитывалось 12 дворов. Согласно переписи населения Российской империи 1897 года входила в Смиловичскую волость, здесь было 30 дворов, проживали 265 человек. На начало XX века 43 двора и 260 жителей. К 1917 году число дворов возросло до 51, население составило 298 человек. 20 августа 1924 года деревня вошла в состав вновь образованного Корзуновского сельсовета Смиловичского района Минского округа (с 20 февраля 1938 — Минской области). 18 января 1931 года передана в Пуховичский район, 12 февраля 1935 года — в Руденский район. Согласно Переписи населения СССР 1926 года в деревне было 55 дворов, проживали 296 человек. В 1930-е годы в Шестиснопах проведена коллективизация. Во время Великой Отечественной войны деревня была оккупирована немцами в начале июля 1941 года. 17 сельчан не вернулись с фронта. Освобождена в начале июля 1944 года. В 1954 году в связи с упразднением Корзуновского сельсовета вошла в Смиловичский сельсовет. 20 января 1960 года деревня была передана в Червенский район, тогда там насчитывалось 313 жителей. В 1976 году в деревне установлен памятник в честь погибших на войне жителей деревни, состоящий из скульптуры солдата, партизана и стелы. По итогам переписи населения Белоруссии 1997 года в деревне насчитывалось 99 домов и 277 жителей. В то время там располагалась центральная усадьба колхоза имени М. И. Калинина, работали животноводческая ферма, мастерские по ремонту сельскохозяйственной техники, ветеринарный участок, начальная школа, библиотека, Дом культуры, магазин, отделение связи, комплексный приёмный пункт бытового обслуживания населения. На 2013 год 83 жилых дома, 227 жителей.

## Экономика
В Шестиснопах производятся изделия из древесины и полимеров для нужд завода МАЗ-Купава.

## Инфраструктура
На 2013 год в деревне функционируют библиотека-клуб, отделение связи и 2 магазина.

## Население
- 1800 — 11 дворов, 78 жителей
- 1848 — 12 дворов
- 1897 — 30 дворов, 265 жителей
- начало XX века — 43 двора, 260 жителей
- 1917 — 51 двор, 298 жителей
- 1926 — 55 дворов, 296 жителей
- 1960 — 313 жителей
- 1997 — 99 дворов, 277 жителей
- 2013 — 83 двора, 227 жителей

## События и мероприятия
- 19-20 августа 2023 года первый межрегиональный фестиваль "Сваякі"[3][4]. Пройдёт в Смиловичах и Шестиснопах.